# ادگار و الن
ادگار و الن (انگلیسی: Edgar & Ellen) توسط انتشارات کودک Simon & Schuster و بر اساس زندگی دوقلوهای یتیم دوازده ساله ای است که باعث بدگویی و ضرب و شتم در شهر کوچکشان می‌شوند، خلق شده‌است.